# Officine meccaniche (album)
Officine meccaniche è il terzo album in studio del gruppo musicale italiano Le Vibrazioni, pubblicato il 3 novembre 2006 dalla BMG Ricordi.
L'album è stato anticipato dall'uscita del singolo Fermi senza forma, pubblicato solo su internet, seguito dal singolo Se. L'album ha la caratteristica di essere stato registrato interamente in analogico.

## Tracce
1. Fermi senza forma – 4:00
2. Sai – 3:30
3. Se – 4:20
4. Dimmi – 3:00
5. Introduzione ad uno stato di distacco dal reale – 2:55
6. Portami via – 5:45
7. L'inganno del potere – 4:00
8. L'altro giorno che verrà – 5:45
9. Drammaturgia – 5:10
10. Eclettica – 13:25 – (contiene la traccia fantasma  "L'amico Nico")

DVD bonus nell'edizione speciale
1. Making of Officine Meccaniche

## Formazione
- Francesco Sarcina – voce, chitarra
- Marco Castellani – basso
- Stefano Verderi – chitarra
- Alessandro Deidda – batteria

## Classifiche
| Classifica (2006) | Posizione massima |
| ----------------- | ----------------- |
| Italia            | 9                 |